# Wikipédia en amis
Wikipédia en amis (en amis : Wikipitiya 'Amis) est l'édition de Wikipédia en amis, langue austronésienne parlée à l'Est de Taïwan. L'édition est lancée le 28 octobre 2021,,,. Son code est : ami.
Au 21 mars 2025, l'édition en amis contient 1 146 articles et compte 2 919 contributeurs, dont 16 contributeurs actifs et 1 administrateur.

## Présentation

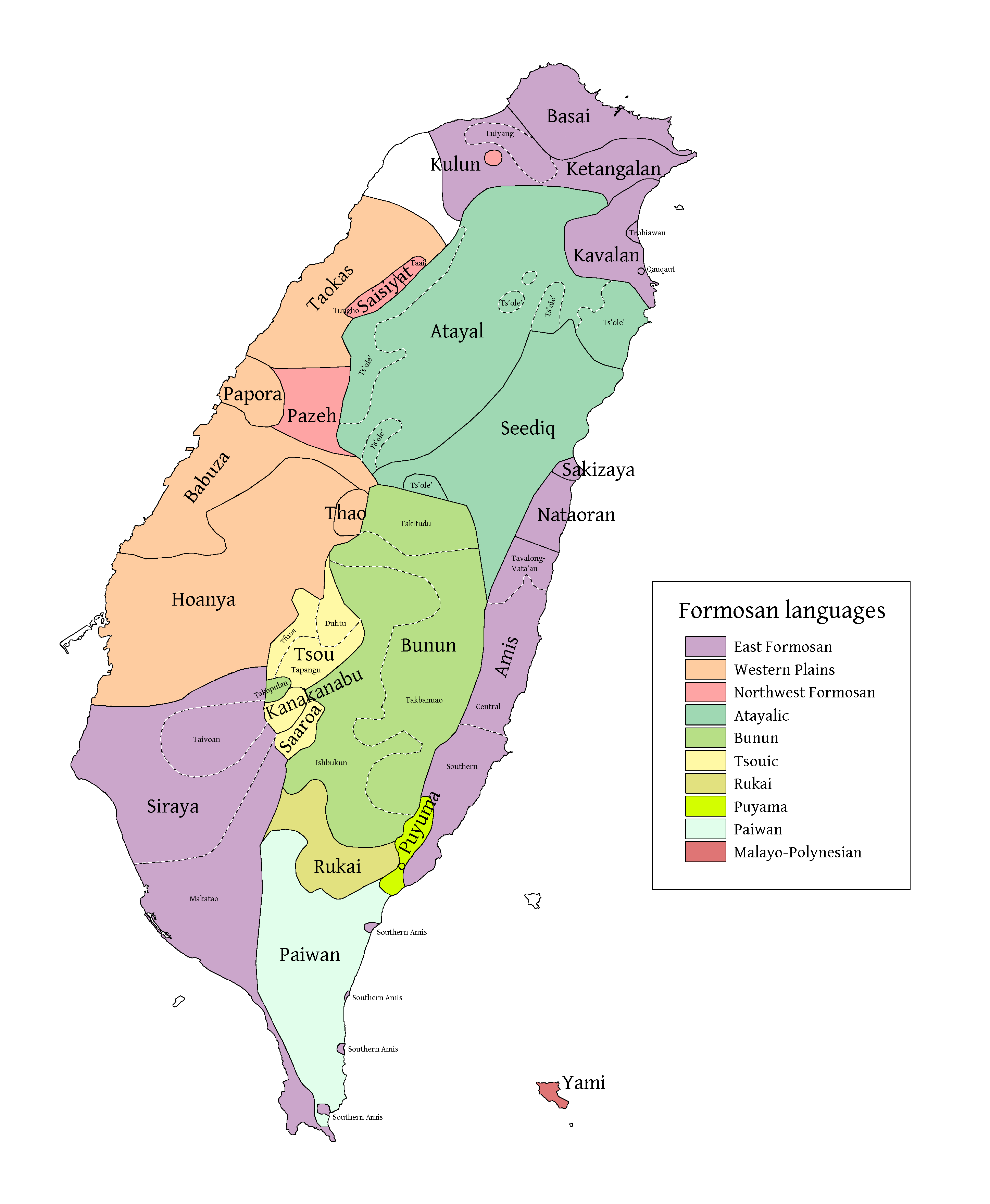
Les langues présentes à Taïwan. L'amis est sur la côte Est.

## Statistiques
- Le 19 octobre 2024, l'édition en amis contient 1 143 articles et compte 2 625 contributeurs, dont 13 contributeurs actifs et 1 administrateur.